# Brian Lewis
Brian M. Lewis (Sacramento, 5 de dezembro de 1974) é um velocista e campeão olímpico norte-americano.
Um ex-praticante de beisebol que migrou para o atletismo porque não queria ser treinado pelo pai, um jogador profissional, teve seu grande momento em Sydney 2000, quando junto com Maurice Greene, Jon Drummond e Bernard Wiliams, integrou o revezamento 4x100 m que conquistou a medalha de ouro em 37,61s.
Lewis também integrou o revezamento americano campeão mundial em Sevilha 1999.